# Trechnites psyllae
Trechnites psyllae är en stekelart som först beskrevs av Ruschka 1923.  Trechnites psyllae ingår i släktet Trechnites och familjen sköldlussteklar. Inga underarter finns listade i Catalogue of Life.